# Кронбергская академия

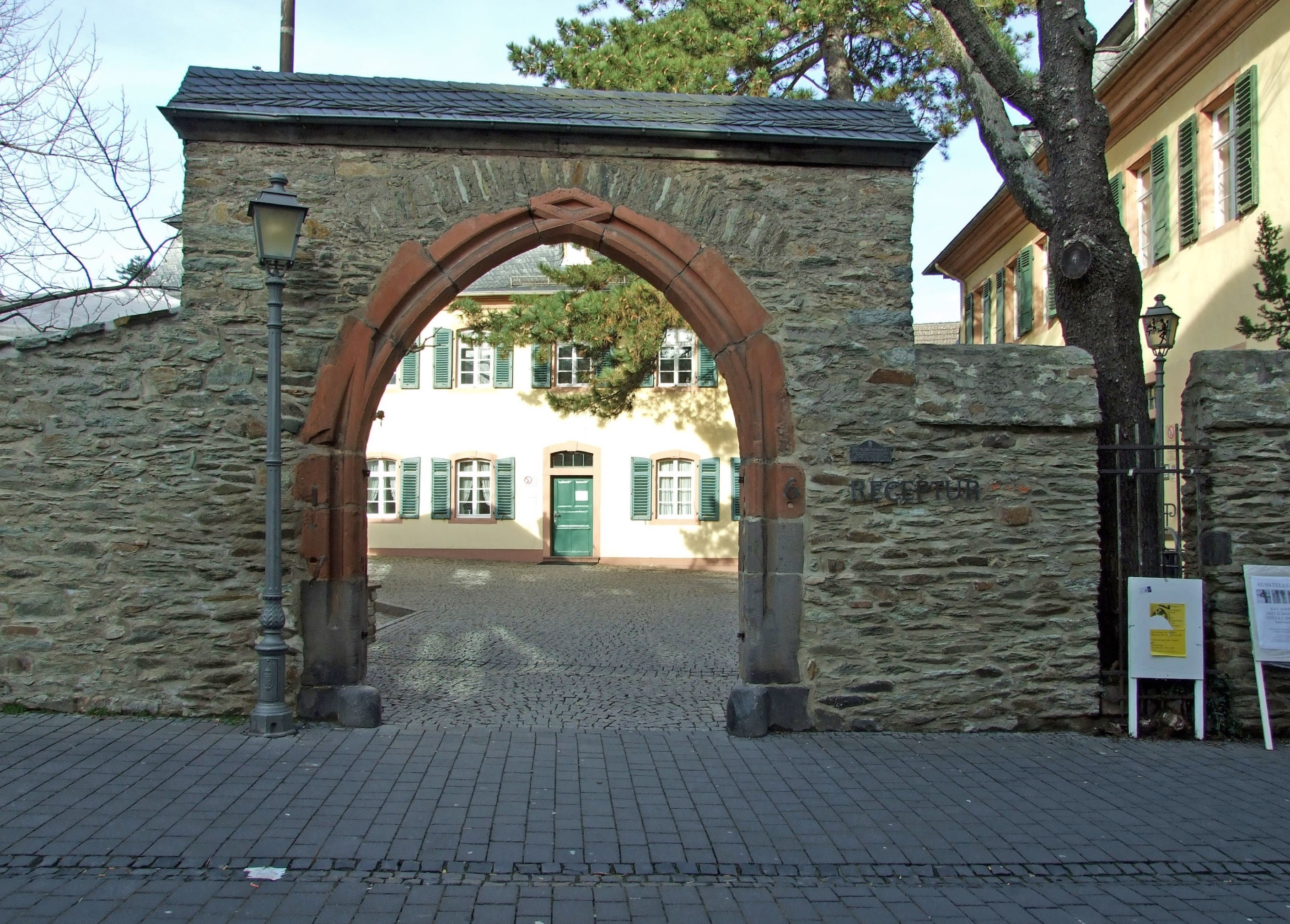
Ворота Кронбергской академии

Кронбергская академия (англ. Kronberg Academy) — международное высшее музыкальное учебное заведение, расположенное в немецком городе Кронберг (Таунус). Основано в 1993 году как Международная академия камерной музыки в Кронберге (нем. Internationale Kammermusik-Akademie Kronberg), с 1999 года носит нынешнее название. Академия предназначена для обучения особо одарённых молодых музыкантов с перспективами сольной карьеры. Полный курс обучения длится три года. Первоначально в Академии обучались только виолончелисты, затем к ним присоединились скрипачи и альтисты. С 2018 года в Академии действует также курс для пианистов, основанный Андрашем Шиффом.
Среди основных педагогов Академии — Ана Чумаченко, Кристиан Тецлафф, Антье Вайтхаас, Нобуко Имаи, Табеа Циммерман, Франс Хельмерсон. В художественный совет входили Мстислав Ростропович, Гидон Кремер, Юрий Башмет, Кристоф Эшенбах и другие известные музыканты. Основатель и президент — Раймунд Тренклер.